# Astiphromma nigriventris
Astiphromma nigriventris är en stekelart som beskrevs av Nakanishi 1969. Astiphromma nigriventris ingår i släktet Astiphromma och familjen brokparasitsteklar. Inga underarter finns listade.